# Ботагай
Мавзолей Ботагай (также Бытыгай, Татагай и др.; каз. Ботағай кесенесі) — архитектурный памятник XI—XII века в Коргалжынском районе Акмолинской области Казахстана. Расположен на левом берегу реки Нуры, в 30 км от её впадения в озеро Коргалжын, в 1 км к северо-востоку от села Коргалжын.

## Название
Название мавзолея Ботагай имеет разночтения, как-то Батогай, Ботакай, Бутагай, Татагай, Татакай, Тотогай. Местное население произносит Бытыгай (каз. Бытығай). О Ботагае существует легенда, записанная летом 1974 года со слов коренного жителя села Коргалжын Ермека Нурпеисова (1937—1995). По легенде в давние времена жил искусный мастер-строитель, великан Бытыгай. Он был беден и кормился только своим ремеслом. Бытагай обладал такой силой, что мог перепрыгнуть реку Нуры с двумя брёвнами в подмышках. Один хан решил себе построить мавзолей при жизни и пригласил Бытыгая для этого. Он сразу приступил к строительству, и скоро создал искусно разукрашенный мавзолей. Мазар был настолько огромным, что тень от него доходила до реки, проходившей в 1 км от строения. Хану полюбился мастер за умение.
После строительства мавзолея Бытыгай строил мост через реку на месте, которое сейчас называется брод Бытыгая (каз. Бытығай өткелі). При строительстве моста случилось несчастье: одна из балок обрушилась и убила мастера. Хан загоревал и решил похоронить мастера в мавзолее, который он построил для него, чтобы память о нём сохранилась вечно.

## Описание памятника
Четырёхугольное строение с куполом 10,67×8,53 м. Высота 10,67 м (по данным Алексея Шахматова) или 9,24 м (по данным Ч. Валиханова). Материал — жжёный кирпич. Над восьмигранным барабаном высотой 1 м возведён купол диаметром 7 м и высотой 3,5 м. Главный фасад мавзолея и внутренние стены украшены кубическими узорами. Территория вокруг мавзолея выложена кирпичом.

## Исследования и охрана
Впервые упомянут Петром Рычковым в 1762 году, приняв развалины некрополя за остатки города, а начавший разрушаться мавзолей — за городскую мечеть: 
Татагай, развалины великагож города в Киргис Кайсацкой Средней Орде, на реке Нуре, впадающей в озеро Каргалджин, от устья оной реки верст с тритцать. По признакам был сей город положением верстах на десяти, и еще видны тут четырехугольныя палаты, на подобие замка, так велики, что в округе сажен на триста. Тут же одна мечеть, и весьма много развалившагося каменнагож строения. Киргисцы сказывают, что тут в старину живали Нагайцы.
Начиная с XIX века неоднократно обследовался различными исследователями, изучавшими степные районы Казахстана, в том числе экспедицией Георгия Генса в 1815 году. Первое краткое описание мавзолея экспедицией Ивана Шангина в 1816 году. Исследован Алексеем Шахматовым в 1831 году. Упоминается также в трудах Ч. Валиханова, С. Б. Броневского, Н. И. Красовского, Алексея Левшина (1832), Иосифа Кастанье (1910).
В 1949 году мавзолей был обследован Центрально-Казахстанской археологической экспедицией Академии наук Казахской ССР под руководством Алькея Маргулана, который локализовал город Татигай (Тотогай, Ботагай) на месте одного из крупных холмов левого берега реки Нура, отождествив его с городом Ахсикетом, обозначенным на Каталонской карте (1375) в низовьях реки Нура.